# Tony Rosenthal

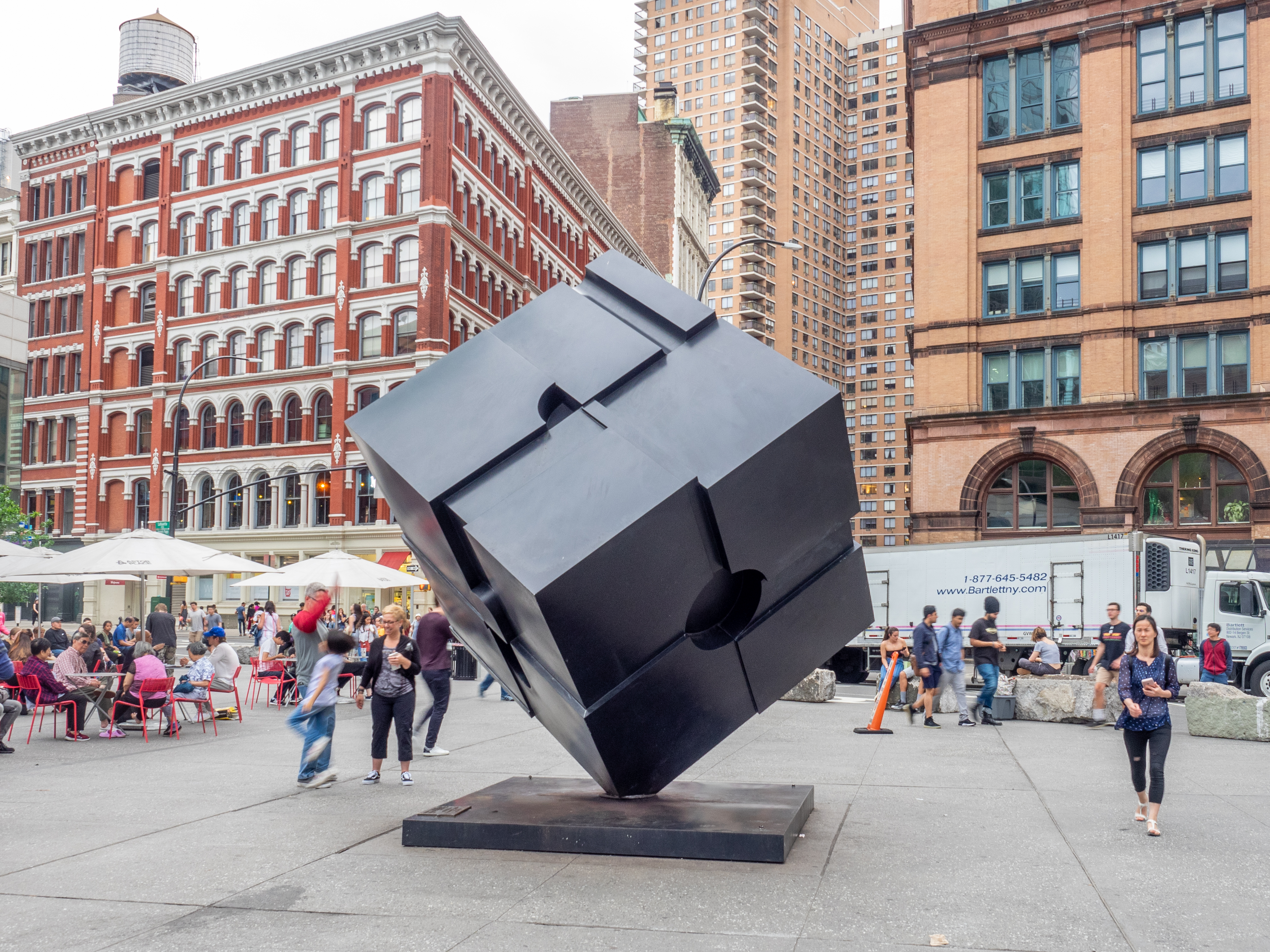
Alamo de Tony Rosenthal

Bernard J. Rosenthal (9 de agosto de 1914 - 28 de julio de 2009), también conocido como Tony Rosenthal, fue un escultor estadounidense conocido principalmente por sus esculturas de arte público creadas a lo largo de siete décadas.

## Biography
Rosenthal nació el 9 de agosto de 1914 en Highland Park, Illinois, un suburbio de Chicago.
Recibió su primera comisión artística cuando creó "A Nubian Slave" para el edificio de la Elgin Watch Company en la Feria Mundial de 1939.
Aunque el arte público de Rosenthal incluyó cinco trabajos en Manhattan, y varios trabajos similares en Los Ángeles, Filadelfia, Florida, Míchigan, Connecticut, el artista se mantuvo elusivo. El negociante de arte Joseph K. Levene le dijo al The New York Times que Él me recuerda a un actor. Conoces la cara pero no el nombre. Con él, tú conoces el arte. Para el tiempo de su muerte a los 94 años, no había tenido una retrospectiva de su trabajo.
Las obras de Rosenthal son propiedad de museos alrededor del mundo, incluyendo el Museo Chrysler: "Big Six", 1977; Connecticut College: "Memorial Cube", 1972; Museo de Israel: "Oracle", 1960; Long House Reserve: "Mandala", 1994–95, "Rites of Spring", 1997; Museo de Arte del Condado de Los Ángeles: "Things Invisible to See", 1960, "Harp Player", 1950; Museo de Arte de Milwaukee: "Big Six", 1977, "Maquette for Hammarskjold", 1977; Galería Nacional de Arte: "Magpole", 1965; Museo de Arte de San Diego: "Odyssey", 1974; "Cumuli III", 1965 Risd Museum. 

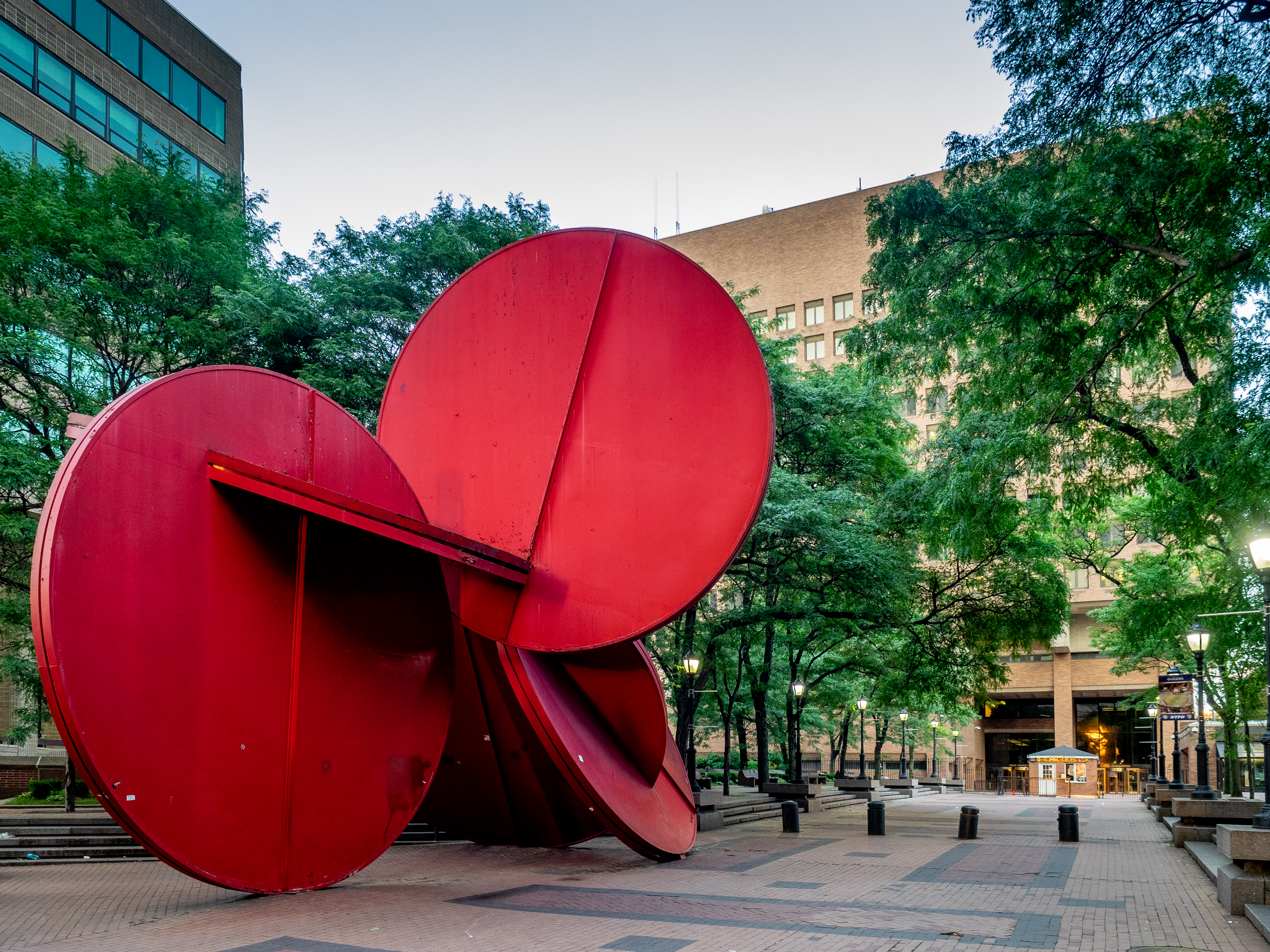
Tony Rosenthal ’’5 in 1’’, 1973-74 en One Police Plaza
©Sucesión de Tony Rosenthal / Licenciado por VAGA en la Artists Rights Society (ARS), NY